# 大浦清
大浦 清（おおうら きよし）は、日本の歯学者・歯科医師。大阪歯科大学薬理学講座教授。歯科基礎医学会理事長。

## 経歴
1975年大阪歯科大学卒業、1979年同大学院修了。以後同大学講師、助教授を経て1991年より教授に就任。

## 著書
- 大浦清 他『歯科薬理学概論』監修 森政和、学建書院、1983年4月。 NCID BA48416486。
- 岩久正明、大浦清、加藤有三、川口充、佐藤精一、山崎眞隆 著、全国歯科衛生士教育協議会 編『薬理学』医歯薬出版〈新歯科衛生士教本〉、1994年3月。ISBN 978-4-263-42727-9。 NCID BN11705309。
- 石田, 甫、大浦, 清、斉藤, 喜八 ほか 編『歯科薬理学』（第4版）医歯薬出版、1997年6月。ISBN 978-4-263-45370-4。 NCID BA31709606。
- 大浦清、篠原光子 著「〔III〕 歯科薬理学各論 27章 免疫機能に作用する薬物・28章 悪性腫瘍に用いられる薬物」、加藤有三、篠田壽 編『現代歯科薬理学』監修 小椋秀亮（第3版）、医歯薬出版、1998年3月。ISBN 978-4-263-45394-0。 NCID BA36037607。
- 大浦清 他 著、川口充、岡部栄逸朗 編『臨床歯科薬理学ビジュアル』学建書院、1999年1月。ISBN 4762406082。 NCID BA3927690X。
- 川口充、五十嵐治義、大浦清、北村憲司、越川憲明、千葉元つぐ、東城庸介、戸苅彰史、藤井彰、前橋浩 編『スタンダード歯学薬理学』（第2版）学建書院、2001年3月。ISBN 978-4-7624-0624-9。 NCID BA5267337X。
- 大浦清 編『コアリーダー歯科薬理学』学建書院、2002年1月。ISBN 978-4-7624-0178-7。 NCID BA55025740。
- 五十嵐治義、池田正弘、大浦清、関口善太、前川理人、吉田和市 編『歯科医院必携　くすりの完全ガイド　CD-ROM付』医歯薬出版、2005年1月。ISBN 978-4-263-44192-3。 NCID BA70718527。
- 石田, 甫、大浦, 清、上﨑, 善規 ほか 編『歯科薬理学』（第5版）医歯薬出版、2005年3月。ISBN 978-4-263-45582-1。 NCID BA72059895。
- 『POSによる歯科診療録の書き方』監修 日野原重明 編集協力 大浦清 他、医歯薬出版、2005年8月。ISBN 978-4-263-44165-7。 NCID BA7414876X。
- 朝波惣一郎、大浦清 編『薬'06／'07 口腔疾患からみる治療薬と処方例』クインテッセンス出版、2005年11月。ISBN 978-4-87417-875-1。 NCID BA74382778。
- 川口充、大浦清、大谷啓一、戸苅彰史、加藤有三、篠原光子 著、全国歯科衛生士教育協議会 編『薬理学』（第2版）医歯薬出版〈新歯科衛生士教本〉、2011年6月。ISBN 978-4-263-42764-4。 NCID BB06347613。

## 所属団体
- 日本歯科医学会 常任理事[4]
  - 歯科基礎医学会 理事長[1]
  - 日本歯周病学会 評議員[5]
  - 日本歯科薬物療法学会 理事[6]
  - 日本歯科医学教育学会 元理事[5]
  - 日本口腔感染症学会 常務理事[7]
- 日本医学会
  - 日本薬理学会 評議員[5]
  - 日本感染症学会[5]
  - 日本口腔科学会 理事[8]
  - 日本糖尿病学会[5]
- 日本歯科医療福祉学会 理事[5]
- 日本口腔内科学会 評議員[5]
- 硬組織再生生物学会 副理事長[9]
- 日本炎症学会[5]
- 大阪歯科学会 元会長[5]
- 国際歯科研究学会[5]
  - 国際歯科研究学会日本部会 元副会長[10]
- ピエールフォシャールアカデミー[5]
  - ピエールフォシャールアカデミー国際歯学会日本部会 会長[11]
- Society For Free Radical Research International[5]

| 学職                                                     | 学職                                                                       | 学職                                                   |
| -------------------------------------------------------- | -------------------------------------------------------------------------- | ------------------------------------------------------ |
| 先代 上西秀則                                            | 歯科基礎医学会 理事長 2012年4月1日 -                                       | 次代 （現職）                                          |
| 先代 松本圭司 2010年 - 2011年（2009年会長代行）          | ピエールフォシャールアカデミー国際歯学会日本部会 会長 2012年 - 2013年      | 次代 （現職）                                          |
| 先代 高江洲義矩 第46回 1998年 幕張メッセ                 | 国際歯科研究学会日本部会総会・学術大会 大会長 第47回 1999年 神戸国際会議場 | 次代 安孫子宜光 第48回 2000年 日本大学                 |
| 先代 石川武憲 第21回 2002年                              | 日本歯科薬物療法学会 学術大会 大会長 第22回 2003年                         | 次代 天笠光雄 第23回 2004年                            |
| 先代 椎木一雄 第14回 2005年 いわき市総合保健福祉センター | 日本口腔感染症学会総会 総会長 第15回 2006年 大阪国際交流センター           | 次代 金子明寛 第16回 2007年 はまぎんホールヴィアマーレ |
| 先代 玄景華 第19回 2012年 じゅうろくプラザ                                                         | 日本歯科医療福祉学会大会および総会 大会長 第20回 2013年 大阪歯科大学       | 次代                                                   |